# Iproca laosensis
Iproca laosensis är en skalbaggsart som beskrevs av Stefan von Breuning 1968. Iproca laosensis ingår i släktet Iproca och familjen långhorningar.
Artens utbredningsområde är Laos. Inga underarter finns listade i Catalogue of Life.